# Allmänt val

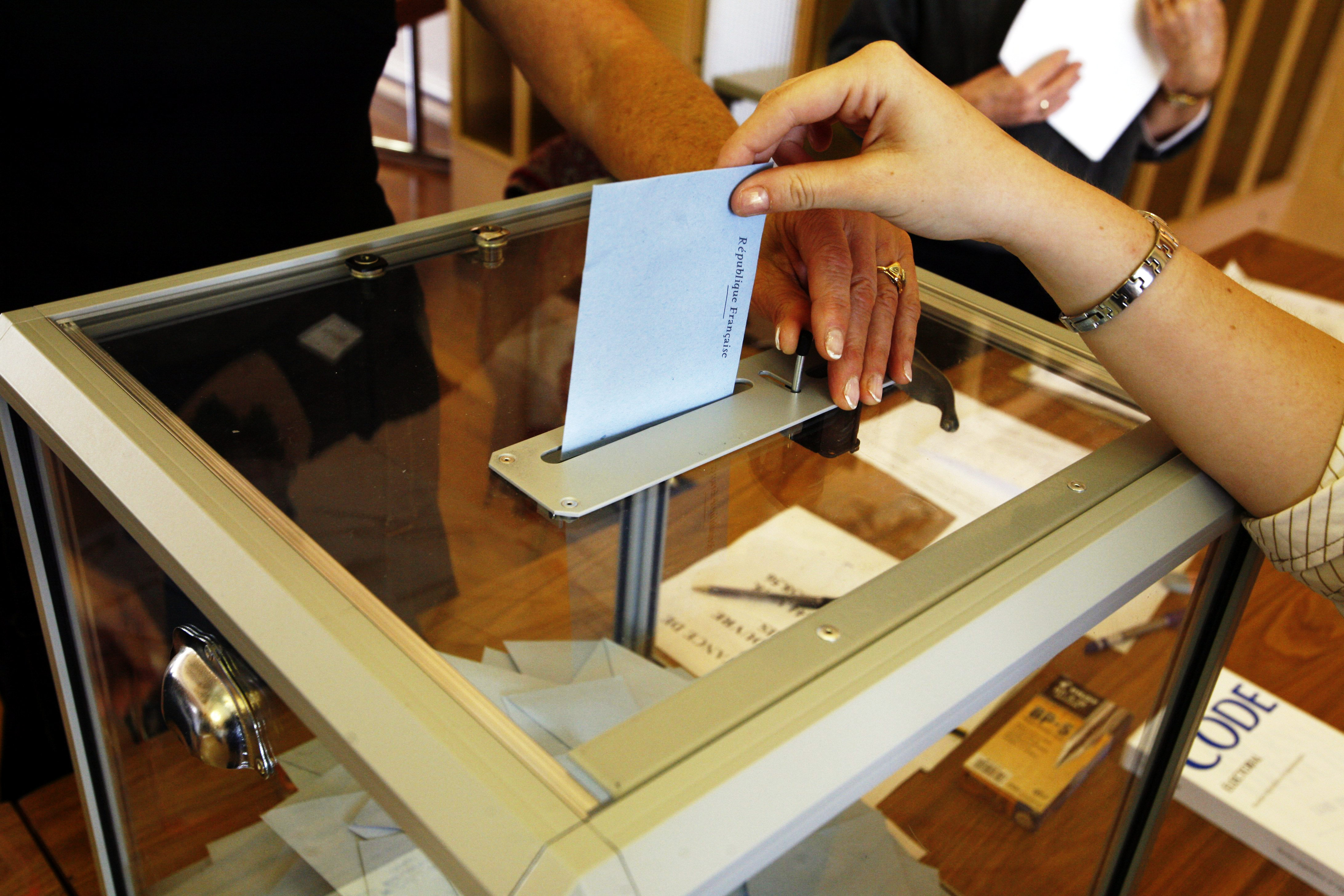
Allmänna val brukar förrättas med valurna.

Ett allmänt val är ett val där folket/allmänheten, oftast med jämna mellanrum, röstar fram och tillsätter sina företrädare i en stat, en federation, en överstatlig organisation, en delstat, en kommun eller annan typ av administrativ enhet.
Demokratiska länder har allmänna val till beslutande församlingar. I dessa val gäller allmän och lika rösträtt, vilket innebär att varje medborgare över en viss ålder har rösträtt med en röst per person.
Vissa länder har även allmänna val för vissa offentliga befattningar, såsom statschef och domare.

## I Sverige
Vid allmänna val i Sverige kan väljarna i september vart fjärde år rösta i riksdagsval, landstingsval och kommunalval samt i maj vart femte år rösta i val till Europaparlamentet
I Sverige framställer Statistiska centralbyrån (SCB) statistik och undersökningar beträffande allmänna val, t.ex. Valundersökningen och  Partisympatier.
Svenska val har observerats av flera organisationer:
- Organisationen för säkerhet och samarbete i Europa (OSSE)[3][4]
- Swedish International Liberal Centre (SILC)[5]
- Democracy Volunteers[6]

Det svenska valsystemet har främst kritiserats för att väljarnas val av valsedlar i vallokalen inte är hemligt, förekomsten av familjeröstning distributionen av valsedlarna samt för partiernas bristande redovisning av sina ekonomier.

## Källhänvisningar
1. ↑  "Demokrati". Arkiverad 31 januari 2014 hämtat från the Wayback Machine. Scb.se. Läst 17 september 2014.
2. ↑  "Partisympatiundersökningen". Scb.se. Läst 17 september 2014.
3. ↑  Lotta Edholm, Fredrik Malm och Morgan Olofsson. ”Arkiverade kopian”. Arkiverad från originalet den 15 september 2018. https://web.archive.org/web/20180915135033/https://www.dn.se/debatt/sakerheten-vid-vallokalerna-maste-skarpas-infor-valet/#. Läst 15 september 2018., Dagens Nyheter, 18 juli 2018. Åtkomst den 15 september 2018.
4. 1 2  "Sweden, General elections, 9 September 2018: Final Report", osce.org, 21 november 2018. Åtkomst den 25 november 2018
5. 1 2  "Rapport från valövervakning av de svenska valen till riksdag, kommun och landsting 14 september 2014", silc.se, maj 2015. Åtkomst den 15 september 2018.
6. 1 2  "PRELIMINARY STATEMENT – Sweden General Election 09/09/18 Arkiverad 15 september 2018 hämtat från the Wayback Machine.", democracyvolunteers.org, 9 september 2018. Åtkomst den 15 september 2018.